# Gunnar Wik
Gunnar Carl Johan Wik, född den 23 maj 1900 i Falun, död 31 augusti 1986 i Karlskrona, var en svensk ämbetsman. Han var son till Kristian Wik, bror till Per Kristian Wik och systerson till Gunnar Ekblom.
Wik avlade juris kandidatexamen vid Uppsala universitet 1924 och genomförde tingstjänstgöring vid Ångermanlands södra domsaga 1925–1926. Han blev extra länsnotarie i Västernorrlands län 1927, i Västerbottens län 1928, länsnotarie där 1933 och länsassessor i Norrbottens län 1938. Wik var landssekreterare i Blekinge län 1949–1965. Han blev riddare av Vasaorden 1947 och av Nordstjärneorden 1951 samt kommendör av sistnämnda orden 1956. Wik vilar i sin familjegrav på Nya kyrkogården i Härnösand.